# هایپر (مجله)
هایپر (به انگلیسی: Hyper) یک مجله استرالیایی مربوط به بازی‌های ویدئویی است که مطالب را در خصوص سکوهای متفاوتی منتشر می‌کند. هایپر قدیمی‌ترین مجله مربوط به بازی‌های ویدئویی در استرالیا است که همچنان چاپ می‌شود و نخستین انتشار آن در سال ۱۹۹۳ بوده‌است. سردبیر کنونی این مجله، دنیل ویلکز است.